# Jean de Laval-Châteaubriant
Pour les articles homonymes, voir Jean de Laval.
Jean de Laval-Châteaubriant (1486 - 1543) est fils de François de Laval-Montafilant et Françoise de Rieux, petit-fils de Guy XIV et Françoise de Dinan, neveu du comte Guy XV de Laval, baron de Châteaubriant, sire de Gavre, et personnage de premier plan dans l’ouest du royaume dans la 1re moitié du XVIe siècle. 

## Biographie

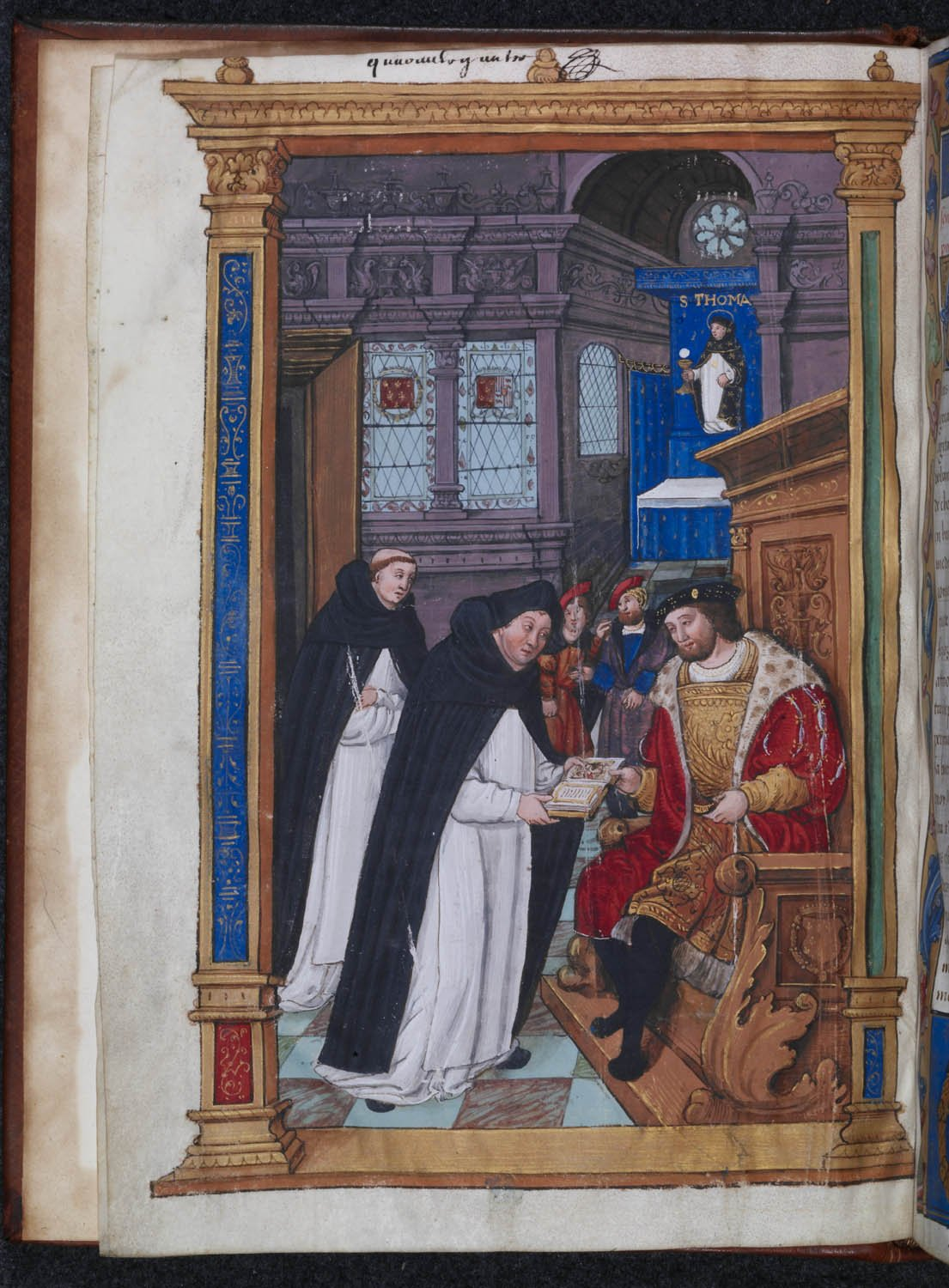
Miniature représentant Jean de Laval recevant un manuscrit, dans le style de Jean Pichore, British Library, Harley 4393.

Il est le fils aîné de François de Laval-Montafilant († 1503) et de Françoise de Rieux, petit-fils par conséquent de Guy XIV de Laval, neveu de Guy XV et cousin germain de Guy XVI. Il épouse le 4 septembre 1505 Françoise de Foix, qui devient vers 1518 l’une des favorites de François Ier. Une unique enfant, une fille prénommée Anne, naît en 1508 et meurt à l’âge de 13 ans. Jean de Laval, sans héritier, donne dans un premier temps en 1525 la baronnie à son jeune neveu Henri de Foix, second fils de son beau-frère Odet de Foix. Mais Odet étant mort en 1528 et son épouse Françoise en 1537, il fait une nouvelle donation en 1539 à Anne de Montmorency, connétable de France. 
Il redonne puissance et faste au château de Châteaubriant. Il est gouverneur de Bretagne de 1531 à 1543. Proche de François Ier, il le reçoit au château de Châteaubriant en 1532 lors de l'union de la Bretagne à la France. Il fait construire le château Renaissance.

### Brouille
Guy XVII de Laval et Anne de Montmorency se brouillèrent à propos d'une question d'intérêt. Jean de Laval-Châteaubriant, baron de Châteaubriant et gouverneur de Bretagne, n'avait pas été scrupuleux sur l'emploi des sommes considérables, qui lui avaient été allouées pour l'entreprise de grands travaux publics dans sa province. Il semble que pour cacher la faute, Jean de Laval décide de faire comme héritier Anne. Cet arrangement sauvait Jean de Laval, mais se faisait aux dépens de son héritier naturel, le comte Guy XVII fortement mécontent. Montmorency se vengea en envoyant hiverner à Laval la compagnie des gens d'armes du duc de Longueville, à la charge des vassaux du comte. Il avait mis le roi de son parti, en colorant cet acte d'un prétexte. Guy XVII porte plainte à François Ier pour envoyer cette troupe avoir garnison ailleurs. Il est reçu froidement. Le roi fait finalement ôter la garnison de Laval. Montmorency, sans doute, se prête à ce changement; de crainte que les vrais motifs soient dévoilés. Anne de Montmorency hérite de la baronnie de Châteaubriant.

## Publications
- Mémoires de messire Jean de Laval, Comte de Châteaubriant, écrits par lui-même, en 1538, et publiés pour la première fois, avec un avant-propos. Impression spéciale faite pour la Bibliomaniac Society. - Genève : impr. de L. Czerniecki, 1868. - In-18, XXXV-162 p., fig. L'auteur réel est Paul Lacroix. [lire en ligne]